# Denís Galimziànov
Denís Ramilièvitx Galimziànov (en rus: Денис Рамильевич Галимзянов i sovint transcrit com a Denis Galimzyanov) (Iekaterinburg, 7 de març de 1987) és un ciclista rus, professional des del 2006 al 2012.
En el seu palmarès destaca una victòria d'etapa al Tour de Pequín de 2011, i la París-Brussel·les del mateix any.

## Palmarès
- 2006
  - Vencedor d'una etapa a la Way to Pekin
  - Vencedor d'una etapa a la Volta a Bulgària
- 2007
  - 1r a la Mayor Cup
  - Vencedor de 2 etapes al Tour de Hainan
  - Vencedor d'una etapa al Gran Premi de Sotxi
  - Vencedor d'una etapa als Cinc anells de Moscou
  - Vencedor d'una etapa al Tour de Berlín
- 2008
  - 1r als Cinc anells de Moscou i vencedor de 4 etapes
  - Vencedor d'una etapa al Tour de Normandia
  - Vencedor d'una etapa al Baltyk-Karkonosze Tour
  - Vencedor d'una etapa al Tour of Sotxi
- 2011
  - 1r a la París-Brussel·les
  - Vencedor d'una etapa al Tour de Pequín i 1r de la classificació per punts
  - Vencedor d'una etapa als Tres dies de La Panne
  - Vencedor d'una etapa a la Volta a Luxemburg
- 2012
  - Vencedor d'una etapa del Circuit de La Sarthe

### Resultats al Tour de França
- 2011. Fora de control (12a etapa)

### Resultats a la Volta a Espanya
- 2010. No surt (14a etapa)